# Калугин, Игорь Михайлович
Игорь Михайлович Калугин (1 сентября 1937, с. Волчанка, Омская область, РСФСР, СССР — 29 июня 2009, Москва, Российская Федерация) — советский и российский военачальник, военный лётчик. Командующий Дальней авиацией (1990—1997), генерал-полковник авиации (24.10.1991).

## Биография
В 1955 году поступил в Омское военное авиационное училище лётчиков. После его окончания в 1959 году проходил службу в частях Дальней авиации на должностях правого лётчика — помощника командира корабля и командира корабля.
С 1967 года — слушатель командного факультета Военно-воздушной академии имени Ю. А. Гагарина.
После окончания академии в 1970 году командовал отрядом, эскадрильей, 1096 полком и 22 тяжелой бомбардировочной авиационной дивизией стратегических бомбардировщиков. 
После окончания в 1984 году Военной академии Генерального штаба Вооружённых Сил имени К. Е. Ворошилова проходил службу заместителем командующего 37-й ВА ВГК (СН) по боевой подготовке, командующим 30-й ВА ВГК (1985—1989), первым заместителем командующего Дальней авиацией ВВС.
С ноября 1990 г. по ноябрь 1997 г. — командующий Дальней авиацией ВВС.
После увольнения в запас в 1997 году работал консультантом командующего Дальней авиацией ВВС.
Скончался 29 июня 2009 года. Похоронен на Троекуровском кладбище.

## Награды и звания
- Орден "За службу Родине в Вооружённых Силах СССР" II степени
- Орден "За службу Родине в Вооружённых Силах СССР" III степени
- Медали
- Заслуженный военный лётчик СССР (1984).